# Selysioneura cervicornu
Selysioneura cervicornu là loài chuồn chuồn trong họ Isostictidae. Loài này được Förster mô tả khoa học đầu tiên năm 1900.